# Australian Touring Car Championship 1994
Sezon 1994 w Australian Touring Car Championship był 35. sezonem Australijskich Mistrzostw Samochodów Turystycznych. Rozpoczął się on 27 lutego na torze Amaroo Park a zakończył 24 lipca wyścigami na torze Oran Park Raceway.
Sezon składał się z dziesięciu rund po dwa wyścigi. Tytuł mistrzowski zdobył po raz drugi w karierze Mark Skaife, a wicemistrzem został obrońca tytułu Glenn Seton.

## Lista startowa
| Zespół                                       | Samochód                          | Nr  | Kierowcy                |
| -------------------------------------------- | --------------------------------- | --- | ----------------------- |
| Glenn Seton Racing (Peter Jackson Racing)    | Ford EB Falcon                    | 1   | Glenn Seton             |
| Glenn Seton Racing (Peter Jackson Racing)    | Ford EB Falcon                    | 30  | Alan Jones              |
| Gibson Motor Sport (Winfield Racing)         | Holden VP Commodore               | 2   | Mark Skaife             |
| Gibson Motor Sport (Winfield Racing)         | Holden VP Commodore               | 6   | Jim Richards            |
| Lansvale Racing Team                         | Holden VP Commodore               | 3   | Trevor Ashby Steve Reed |
| Wayne Gardner Racing                         | Holden VP Commodore               | 4   | Wayne Gardner           |
| Wayne Gardner Racing                         | Holden VP Commodore               | 7   | Neil Crompton           |
| Holden Racing Team                           | Holden VP Commodore               | 05  | Peter Brock             |
| Holden Racing Team                           | Holden VP Commodore               | 015 | Tomas Mezera            |
| Perkins Engineering (Castrol Perkins Racing) | Holden VP Commodore               | 11  | Larry Perkins           |
| Ampol Max 3 Racing                           | Holden VP Commodore               | 12  | Bob Jones               |
| Stuart McColl                                | Holden VP Commodore               | 14  | Stuart McColl           |
| Graham Blythman                              | Holden VP Commodore               | 16  | Graham Blythman         |
| Dick Johnson Racing                          | Ford EB Falcon                    | 17  | Dick Johnson            |
| Dick Johnson Racing                          | Ford EB Falcon                    | 18  | John Bowe               |
| Dick Johnson Racing                          | Ford EB Falcon                    | 19  | Steven Johnson          |
| Palmer Promotions                            | Holden VP Commodore               | 20  | Ian Palmer              |
| LoGaMo Racing                                | Holden VP Commodore               | 23  | Paul Morris             |
| LoGaMo Racing                                | Holden VP Commodore               | 25  | Tony Longhurst          |
| Pinnacle Motorsport                          | Holden VP Commodore               | 24  | Tony Scott Greg Crick   |
| Don Watson                                   | Holden VP Commodore               | 26  | Don Watson              |
| Terry Finnigan                               | Holden VP Commodore               | 27  | Terry Finnigan          |
| Playscape Racing                             | Ford EB Falcon                    | 28  | Kevin Waldock           |
| James Philip                                 | Holden VL Commodore SS Group A SV | 31  | James Philip            |
| PACE Racing                                  | Holden VL Commodore SS Group A SV | 32  | Kevin Heffernan         |
| Pro-Duct Racing                              | Holden VP Commodore               | 33  | Bob Pearson             |
| Ian Love                                     | Holden VP Commodore               | 35  | Ian Love                |
| Schembri Motorsport                          | Holden VP Commodore               | 36  | Neil Schembri           |
| Scotty Taylor Racing                         | Holden VL Commodore SS Group A SV | 37  | Alan Taylor             |
| Challenge Motorsport                         | Holden VP Commodore               | 39  | Chris Smerdon           |
| Gary Willmington Performance                 | Ford EB Falcon                    | 41  | Garry Willmington       |
| Glenn Mason                                  | Holden VL Commodore SS Group A SV | 42  | Glenn Mason             |
| Group Motorsport                             | Holden VL Commodore SS Group A SV | 44  | George Ayoub            |
| Daily Planet Racing                          | Holden VP Commodore               | 47  | John Trimbole           |
| Novacastrian Motorsport                      | Holden VL Commodore SS Group A SV | 62  | Wayne Russell           |
| Barbagallo Motorsport                        | Holden VP Commodore               | 77  | Alf Barbagallo          |
| Cadillac Productions                         | Holden VL Commodore SS Group A SV | 79  | Mike Conway             |
| Chelgrave Racing                             | Ford Sierra RS                    | 88  | Steven Ellery           |

## Kalendarz
| Runda | Tor                               | Data           | Zwycięzca     | Zwycięzca    | Zwycięzca  | Zwycięzca           |
| Runda | Tor                               | Data           | rundy         | wyścigu 1    | wyścigu 2  | Zespół              |
| ----- | --------------------------------- | -------------- | ------------- | ------------ | ---------- | ------------------- |
| 1     | Amaroo Park                       | 25-27 lutego   | Mark Skaife   | M. Skaife    | M. Skaife  | Gibson Motor Sport  |
| 2     | Sandown International Raceway     | 4-6 marca      | Mark Skaife   | M. Skaife    | M. Skaife  | Gibson Motor Sport  |
| 3     | Symmons Plains Raceway            | 11-13 marca    | Mark Skaife   | M. Skaife    | M. Skaife  | Gibson Motor Sport  |
| 4     | Phillip Island Grand Prix Circuit | 8-10 kwietnia  | Glenn Seton   | G. Seton     | G. Seton   | Glenn Seton Racing  |
| 5     | Lakeside International Raceway    | 22-24 kwietnia | Larry Perkins | D. Johnson   | L. Perkins | Perkins Engineering |
| 6     | Winton Motor Raceway              | 13–15 maja     | Glenn Seton   | G. Seton     | G. Seton   | Glenn Seton Racing  |
| 7     | Eastern Creek Raceway             | 3-5 czerwca    | Peter Brock   | P. Brock     | P. Brock   | Holden Racing Team  |
| 8     | Mallala Motor Sport Park          | 24-26 czerwca  | Mark Skaife   | J. Richards  | M. Skaife  | Gibson Motor Sport  |
| 9     | Barbagallo Raceway                | 1-3 lipca      | Alan Jones    | T. Longhurst | A. Jones   | Glenn Seton Racing  |
| 10    | Oran Park Raceway                 | 22-24 lipca    | Glenn Seton   | G. Seton     | G. Seton   | Glenn Seton Racing  |

### Wyniki i klasyfikacja
| Miejsce | Kierowca       | AMA | SAN | SYM | PHI | LAK | WIN | EAS | MAL | BAR | ORA | Suma punktów |
| ------- | -------------- | --- | --- | --- | --- | --- | --- | --- | --- | --- | --- | ------------ |
| 1       | Mark Skaife    | 46  | 40  | 43  | 31  | 24  | 30  | 30  | 36  | 5   | NU  | 285          |
| 2       | Glenn Seton    | 32  | 12  | 28  | 40  | 7   | 40  | 10  | 12  | 4   | 43  | 228          |
| 3       | Peter Brock    | 24  | 23  | 26  | 31  | 15  | 6   | 40  | 20  | 5   | 32  | 222          |
| 4       | Larry Perkins  | 6   | 22  | 13  | NU  | 36  | 18  | 15  | 24  | 32  | 11  | 177          |
| 5       | Alan Jones     | 1   | 20  | 6   | 18  | 4   | 33  | 22  | 25  | 34  | 14  | 177          |
| 6       | Jim Richards   | 14  | 22  | 12  | 10  | 30  | 6   | 8   | 34  | 20  | 1   | 157          |
| 7       | John Bowe      | 16  | 13  | 17  | 16  | 8   | 18  | 15  | 5   | 24  | 24  | 156          |
| 8       | Dick Johnson   | 16  | 1   | 3   | 16  | 20  | 1   | 14  | 10  | 12  | 24  | 117          |
| 9       | Tomas Mezera   | 16  | 21  | 8   | 11  | NU  | 4   | 22  | 8   | 10  | 11  | 111          |
| 10      | Neil Crompton  | 0   | 0   | 6   | 12  | 4   | 24  | 0   | 2   | 11  | 18  | 77           |
| 11      | Tony Longhurst | 9   | 4   | 20  |     | 0   | 8   | 1   | 8   | 24  | 0   | 74           |
| 12      | Wayne Gardner  | 1   | 12  | 4   | 10  | 8   | 2   | 15  | 4   | 6   | 10  | 72           |
| 13      | Paul Morris    | 14  | 5   | 9   |     | 14  | 2   | 4   | 2   | 8   | 6   | 64           |
| 14      | Trevor Ashby   | 0   | 0   |     | 0   | 16  | 0   |     | 0   |     |     | 16           |
| 15      | Tony Scott     |     | 0   |     |     | 6   |     |     |     |     | 0   | 6            |
| 16      | Bob Jones      | 0   | 0   | 0   | 0   | 1   | 0   | 0   | 1   | 0   | 0   | 2            |
| 17      | Greg Crick     |     |     | 0   | 0   |     |     | NU  | 1   |     |     | 1            |
| Miejsce | Kierowca       | AMA | SAN | SYM | PHI | LAK | WIN | EAS | MAL | BAR | ORA | Suma punktów |

| Klucz punktacji                  | Klucz punktacji | Klucz punktacji | Klucz punktacji | Klucz punktacji | Klucz punktacji | Klucz punktacji | Klucz punktacji | Klucz punktacji | Klucz punktacji | Klucz punktacji |
| Miejsce                          | 1               | 2               | 3               | 4               | 5               | 6               | 7               | 8               | 9               | 10              |
| -------------------------------- | --------------- | --------------- | --------------- | --------------- | --------------- | --------------- | --------------- | --------------- | --------------- | --------------- |
| sesja kwalifikacyjna (rundy 1-4) | 3               | 0               | 0               | 0               | 0               | 0               | 0               | 0               | 0               | 0               |
| wyścig Dash for Cash             | 3               | 2               | 1               | 0               | 0               | 0               |                 |                 |                 |                 |
| wyścig pierwszy i drugi          | 20              | 16              | 14              | 12              | 10              | 8               | 6               | 4               | 2               | 1               |

Pozycje startowe w pierwszym wyścigu ustalane były każdorazowo poprzez kwalifikacje, ale najlepsza szóstka rywalizowała dodatkowo między sobą w krótkim wyścigu nazywanym Dash for Cash (lub PJ Super Six), którego wyniki determinowały pierwsze sześć pozycji na starcie wyścigu. Zasady te zmieniono od piątej rundy: o pozycji startowej decydowały teraz kwalifikacje, a wyścig Dash for Cash pozwalał na zdobycie dodatkowych punktów za pierwsze trzy pozycje oraz, co było nowością, punkty za zyskane pozycje w tym wyścigu. Wyniki pierwszego wyścigu były jednocześnie pozycjami startowymi w drugim wyścigu.
Miejsce zajęte w danej rundzie określano poprzez zsumowanie wszystkich punktów zdobytych podczas danej rundy. W przypadku takiej samej liczby punktów u kierowców wyższe miejsce zajmował ten który zajął wyższą pozycję w drugim wyścigu.